# Gais
Gais, németül: Gais település Olaszországban, Bolzano autonóm megyében. Lakosainak száma 3205 fő (2023. január 1.). Gais Bruneck, Falzes, Perca, Campo Tures és Selva dei Molini községekkel határos.

## Népesség
A település népességének változása:
| Lakosok száma | 3237 | 3279 | 3205 |
|               | 2017 | 2018 | 2023 |